# Лаур, Каспар
Каспар Лаур (эст. Kaspar Laur; 8 апреля 2000, Таллин) — эстонский футболист, центральный защитник. Игрок сборной Эстонии.

## Биография
Воспитанник таллинских футбольных клубов «Левадия» и «Аугур», также выступал в юношеских соревнованиях за «Нымме Калью». В 2017 году перешёл в «Пайде» и начал играть на взрослом уровне за вторую команду клуба в Эсилийге Б (третий дивизион Эстонии). В 2018 году перешёл в таллинский «Калев», сначала на правах аренды из «Пайде», а затем подписал постоянный контракт. В составе «Калева» дебютировал в высшем дивизионе Эстонии 21 апреля 2018 года в матче против «Транса» и в этой же игре забил свой первый гол. Сезон 2020 года пропустил, а в 2021 году играл вместе с «Калевом» в первой лиге и стал вторым призёром турнира. С 2022 года снова играет в высшем дивизионе. По состоянию на июль 2024 года провёл за «Калев» более 160 матчей, из них более 130 — в элитном дивизионе.
Выступал за сборные Эстонии младших возрастов, но не был их регулярным игроком, сыграв чуть более 10 матчей. В марте 2024 года впервые был вызван во взрослую сборную. 26 марта 2024 года дебютировал в национальной сборной в товарищеском матче против Финляндии (1:2), заменив на 88-й минуте Кристо Хуссара.